# Steve Horvat
Steve Horvat (Geelong, Australia, 14 de marzo de 1971) es un exfutbolista de Australia que jugaba en la posición de defensa.

## Carrera

### Club
| Periodo   | Club                   | Apariciones | Goles |
| --------- | ---------------------- | ----------- | ----- |
| 1988-1989 | Melbourne Croatia      | 26          | 2     |
| 1989–1991 | Sunshine George Cross  | 22          | 1     |
| 1991–1994 | North Geelong Warriors | 47          | 4     |
| 1994–1995 | Melbourne Knights      | 24          | 3     |
| 1995–1996 | HNK Hajduk Split       | 15          | 1     |
| 1996–1998 | Carlton SC             | 17          | 1     |
| 1998–1999 | Crystal Palace FC      | 0           | 0     |
| 1999–2000 | Carlton SC             | 7           | 0     |
| 2000-2003 | Melbourne Knights      | 47          | 3     |

### Selección nacional
A nivel de selecciones menores representó a Australia en los Juegos Olímpicos de Atlanta 1996. Jugó para Australia en 31 ocasiones de 1994 a 2002 y anotó un gol; el cual fue en la victoria por 11-0 sobre Nueva Caledonia en Auckland por la Copa de las Naciones de la OFC 2002.
Participó en dos ediciones de la Copa de las Naciones de la OFC donde salió campeón en 2000 y en dos ediciones de la Copa FIFA Confederaciones.

## Vida personal
Horvat tuvo una hija, Chantel, que jugó baloncesto con los UCLA Bruins de la NCAA.

## Logros

### Selección nacional
- Copa de las Naciones de la OFC (1): 2000[6]

### Individual
- Medalla Joe Marston (1): 1995